# Квислинг, Видкун
Видкун Абрахам Лёуриц Йонссён Квислинг (норв. Vidkun Abraham Lauritz Jonssøn Quisling [ˈvɪ̀dkʉn ˈkvɪ̀slɪŋ] (слушать)о файле; 18 июля 1887, Фюресдал, Телемарк, Шведско-норвежская уния — 24 октября 1945, Осло, Норвегия) — норвежский политик и коллаборационист, глава правительства Норвегии во время немецкой оккупации в период Второй мировой войны.
Военный по образованию, Квислинг стал известен благодаря сотрудничеству с исследователем Фритьофом Нансеном в ходе организации гуманитарной помощи пострадавшим от массового голода в Поволжье. Он работал в дипломатическом корпусе Норвегии в СССР и некоторое время выполнял дипломатические поручения Великобритании. В 1929 году вернулся в Норвегию и начал политическую карьеру. В 1931—1933 годах возглавлял министерство обороны в правительствах Педера Кольстада и Йенса Хундсейда, представляя Партию Центра.
В 1933 году Квислинг вышел из партии Центра, основав фашистскую партию «Национальное единение». Партия Квислинга находилась под влиянием итальянского фашизма и немецкого национал-социализма, во многом копируя их идеологию и тактику. Хотя Квислингу удалось получить некоторую популярность благодаря антикоммунистической риторике, его идеи не снискали массовой поддержки и партия провалилась на выборах, не сумев получить мест в парламенте. К началу войны Квислинг считался маргиналом в норвежской политике.
В конце 1930-х годов Квислинг установил контакты с руководством нацистской Германии, рассчитывая воспользоваться его помощью в захвате власти. В ходе немецкого вторжения 9 апреля 1940 года Квислинг предпринял попытку переворота, объявив о создании нового правительства и возглавив его. Несмотря на поддержку Германии, план провалился, поскольку король Хокон VII отказался утвердить кабинет Квислинга, а его приказы норвежским войскам были проигнорированы. Опасаясь роста сопротивления, немцы вынудили Квислинга уйти в отставку 15 апреля. Королевское правительство отправилось в изгнание, а контроль над Норвегией перешёл в руки рейхскомиссара Йозефа Тербовена, который подчинялся Гитлеру.
После безуспешных попыток нацистов создать «законное» норвежское правительство, в 1942 году Квислинг был назначен министром-президентом Норвегии. Рейхскомиссариат при этом не был упразднён, так что его власть была сильно ограничена. Режим Квислинга был крайне непопулярен, население и различные образовательные и культурные учреждения бойкотировали его распоряжения. В Норвегии нарастало Движение Сопротивления, на которое германские власти отвечали репрессиями, нередко действуя без ведома «главы правительства». Коллаборационистское правительство участвовало в Холокосте и других нацистских преступлениях. Квислинг добивался от Гитлера восстановления норвежского суверенитета, но все его требования были отвергнуты немецкой стороной.
После капитуляции Германии Квислинг был арестован вместе со своим правительством. Он предстал перед судом и был признан виновным в хищениях, убийстве и государственной измене и казнён осенью 1945 года.
Деятельность Квислинга получила крайне негативные оценки. Ещё при его жизни в Западном мире его имя стало нарицательным, а слово «квислинг» (англ. quisling) синонимом таких понятий как «предатель» и «коллаборационист».

## Ранние годы

### Семья

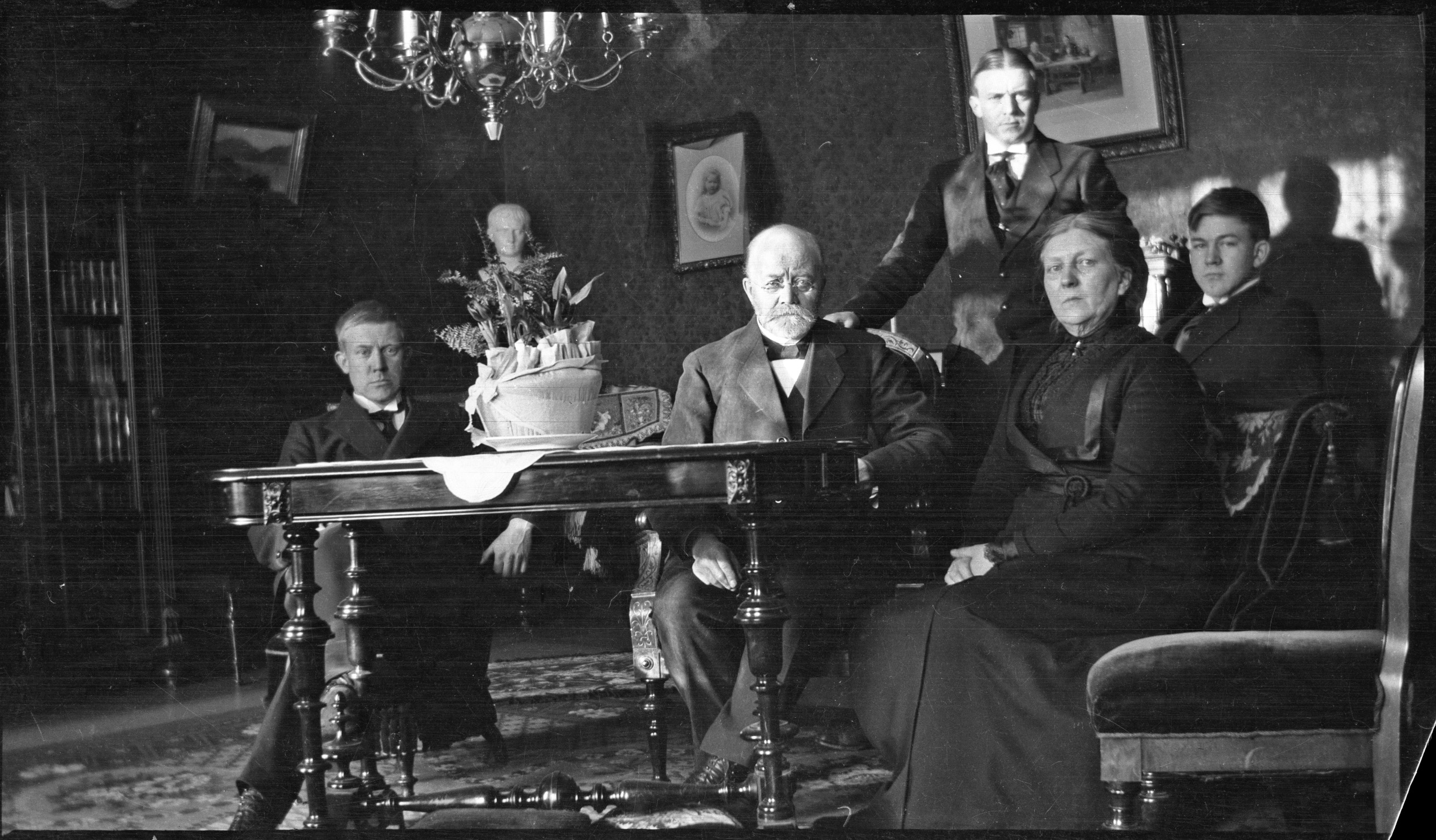
Семья

Видкун Квислинг родился 18 июля 1887 года в Фюресдале (округ Телемарк), в семье пастора государственной церкви, писателя, генеалога и историка церкви Юна Лёурица Квислинга (1844—1930) и его жены Анны Каролины Банг (1860—1941), дочери Йёргена Банга, судовладельца и к тому времени жителя города Гримстад на юге Норвегии. Эта семья считалась одной из наиболее почтенных и уважаемых в Телемарке. В 1870-х годах Квислинг-отец выступал с проповедями в Гримстаде, одной из его прихожанок была Анна Банг, на которой он и женился 28 мая 1886 года после долгой помолвки. Новобрачные сразу же переехали в Фюресдаль, где и появился на свет Видкун и его младшие братья и сёстры. Всего в семье было четверо детей: Видкун, Йорген, Арне и Эстер.
Фамилия Квислинг произошла от латинизированного имени Куислинус (Quislinus), которое придумал предок Квислинга Лориц Ибсен Квислинг (дат. Laurits Ibsøn Quislinus) (1634—1703), по названию деревни Квислемарк на датском полуострове Ютландия, откуда он эмигрировал в XVII веке. У Видкуна были два младших брата и сестра: Йорген, Арне и Эстер. Маленький Видкун был «робким и тихим, но вместе с тем верным и готовым помочь, всегда проявлял дружелюбие, тепло улыбался». Позднее историки нашли личные письма, которые показывали что между членами семьи Видкуна были тёплые и нежные отношения. С 1893 по 1900 годы Квислинг-отец занимал пост капеллана округа Стрёмсё муниципалитета Драммен. Там Видкун впервые пошёл в школу. Другие ученики издевались над ним из-за его телемаркского акцента, но Квислинг успешно учился. В 1900 году семья перебралась в Шиен, где Квислинг-отец был назначен старшим пастором города.
Видкун Квислинг был дважды женат: на Александре Ворониной и Марии Пасечниковой (1900—1980). Обстоятельства, легитимность и даже сам факт второго брака (с Марией Пасечниковой) часто подвергаются сомнению.
Во время учёбы Квислинг проявил способности к гуманитарным наукам, особенно в истории, как и в естественных науках, специализируясь в математике. Затем Квислинг утратил ясные цели в жизни. В 1905 году Квислинг поступил в норвежскую военную академию, получив наивысший балл среди 250 абитуриентов этого года. В 1906 году он был переведён в норвежский военный колледж и окончил его с наивысшим баллом с момента основания колледжа в 1817 году и удостоился аудиенции у короля Хокона VII. 1 ноября 1911 года Квислинг получил назначение в генеральный штаб армии. Во время Первой мировой войны Норвегия осталась нейтральной. Квислинг питал отвращение к пацифистскому движению, хотя огромные людские потери в войну и смягчили его взгляды.

### Атташе в России
В марте 1918 года Квислинга направили в Россию в качестве атташе норвежского дипломатического представительства в Петрограде, поскольку до этого он пять лет посвятил изучению России. Несмотря на то, что жизненные условия приводили Квислинга в уныние, он пришёл к заключению, что «большевики оказали чрезвычайно сильное влияние на российское общество» и восхищался тем, как хорошо удалось Льву Троцкому мобилизовать Красную армию. Напротив, Временное правительство России под руководством Александра Керенского, по его мнению, «даровало слишком много прав народу России», что привело к его падению. В декабре 1918 года делегация Квислинга была отозвана. Впоследствии Квислинг стал норвежским военным экспертом по российским делам.

### Поездки

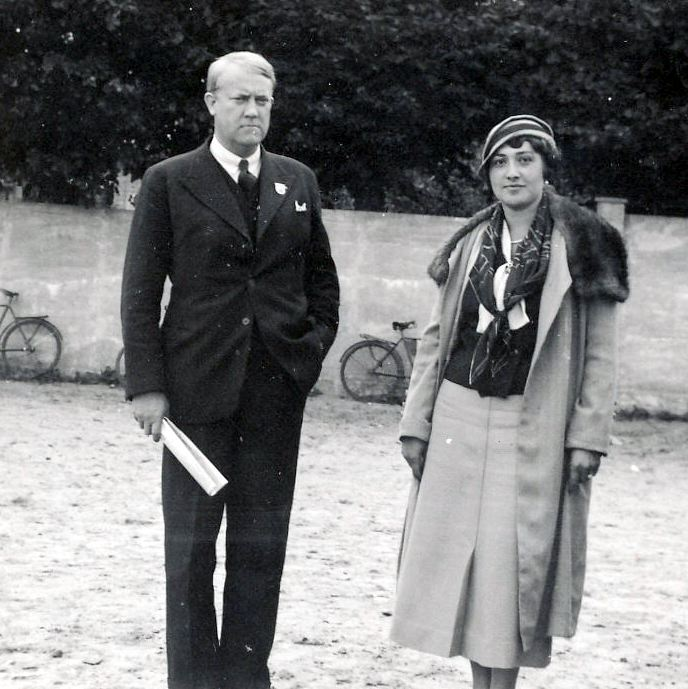
Квислинг со своей второй женой Марией

Александра Воронина вспоминает о беседе со своим будущим мужем:

 Квислинг ответил, [что] русский народ нуждается в мудром лидерстве, соответствующей подготовке [от недостатка чего и страдает], беспристрастности, ограниченном количестве чётко определённых целей, убеждённости, оптимизме, и считал, что невозможно добиться чего-либо без силы воли, решимости и концентрации.
Оригинальный текст (англ.)
Quisling replied [that] the Russian people needed wise leadership and proper training [that they suffered from] indifference, a lack of clearly defined goals with conviction and a happy-go-lucky attitude [and that] it is impossible to accomplish anything without willpower, determination and concentration.
— Yourieff, 2007, p. 93
В сентябре 1919 года Квислинг покинул Норвегию и стал офицером разведки в норвежской делегации в г. Хельсинки, на этом посту (который он занимал с октября 1920 года до мая 1921 года) необходимо было совмещать дипломатию и политику. Осенью 1921 года Квислинг снова оставил Норвегию по просьбе исследователя и филантропа Фритьофа Нансена. В январе 1922 Квислинг прибыл в Харьков для оказания помощи гуманитарной миссии Лиги наций. Освещая последствия дурного управления и уровень смертности, составлявший примерно десять тысяч человек в день, Квислинг составил доклад, продемонстрировавший его административные способности и поистине бульдожье упрямство в достижении поставленных целей. 21 августа он женился на русской женщине Александре Андреевне (Асе) Ворониной, дочери коробейника. Александра написала в своих воспоминаниях, что Квислинг сказал, что любит её, но судя по его письмам домой и расспросам его двоюродных родственников между ними двумя никогда не было никакой романтики. По-видимому, Квислинг всего-навсего хотел избавить девушку от нужды, даровав ей норвежский паспорт и финансовую стабильность.
В сентябре 1922 года Квислинг и Александра покинули Украину. В феврале 1923 года они вернулись в Харьков, чтобы продолжить свою работу, которую сам Нансен охарактеризовал как «абсолютно необходимую». Квислинг решил, что ситуация значительно улучшилась и в связи с отсутствием новых вызовов, пришёл к выводу, что эта поездка более скучная чем предыдущая. Он встретил украинку Марию Васильевну Пасечникову на десять лет его моложе. Дневники Пасечниковой того времени показывают, что в ходе лета 1923 «роман [был] в самом расцвете», несмотря на то что за год до этого Квислинг женился на Ворониной. Пасечникова вспоминает, что была впечатлена как Квислинг владеет русским языком, его арийской внешностью и его обходительными манерами. Квислинг по-видимому женился на Пасечниковой в Харькове 10 сентября 1923 года, хотя юридически значимых документов, подтверждающих это не было найдено. Биограф Квислинга Даль полагает, что по всей вероятности этот второй брак не был законным. Тем не менее, пара вела себя как законные супруги и отметила годовщину свадьбы. Вскоре после свадьбы гуманитарная миссия пришла к концу, и трио покинуло Украину. Летом 1923 года они планировали провести год в Париже. Мария хотела увидеть Восточную Европу, Квислинг хотел устроить отпуск ввиду мучивших его всю зиму приступов болей в животе.

### Париж, Восточная Европа и Норвегия
Пребывание в Париже привело к временному увольнению из армии. До Квислинга стало постепенно доходить, что эта отставка постоянна, и ввиду сокращения армии для него не найдётся должности, когда он вернётся.
Квислинг решил посвятить своё пребывание в столице Франции изучению работ по политической теории и работе над своим философским проектом, который он назвал «универсизм» (Universism). 2 октября 1923 года он добился того, чтобы в ежедневной газете г. Осло «Tidens Tegn» была опубликована его статья, в которой он выступал за дипломатическое признание советского правительства. Квислингу не удалось остаться в Париже настолько долго, насколько он планировал. В конце 1923 года он приступил к работе над новым проектом Нансена по репатриации на Балканах а в ноябре прибыл в Софию. Следующие три месяца он провёл в постоянных разъездах вместе со своей женой Марией. В январе он вернулся в Париж, чтобы присмотреть за Асей, которая взяла на себя роль приёмной дочери пары. Квислинг присоединился к ним в феврале.
Летом 1924 года трио вернулось в Норвегию. Впоследствии Ася уехала из Норвегии, чтобы поселиться вместе со своей тётей в Ницце и так никогда и не вернулась обратно . Хотя Квислинг обещал её содержать, его денежные переводы были нерегулярными, в ходе последующих лет он упустил массу возможностей, чтобы навестить её. После возвращения в Норвегию Квислинг примкнул к норвежскому коммунистическому трудовому движению (что впоследствии приводило его в смущение). Одним из его политических деяний стал безуспешный призыв к созданию народной милиции для защиты страны от нападений реакционеров. Он также спрашивал членов движения, желают ли они знать, какая есть на них информация в генеральном штабе, но не получил ответа. Несмотря на это, кратковременное присоединение Квислинга к крайне правому крылу представляется маловероятным, особенно если учесть последующую политическую линию Квислинга. Даль полагает, что, после детства, проведённого в консервативной среде, Квислинг к этому времени «остался без работы и был разочарован…был сильно обижен Генеральным штабом …[и] находился в процессе политической радикализации». Даль добавляет, что политические взгляды Квислинга того времени могут быть обобщены как «смесь коммунизма и национализма» с определёнными симпатиями по отношению к советскому режиму в России.

### СССР и рублёвый скандал
В июне 1925 года Нансен опять призвал Квислинга на работу. Нансен и Квислинг поехали в Армению для оказания помощи этническим армянам в репатриации через множество проектов, предложенных Лигой наций. Несмотря на значительные усилия Квислинга, все проекты были отвергнуты. В мае 1926 года Квислинг нашёл другую работу в Москве благодаря старому другу норвежцу Фредерику Прицу. Он работал как связной между Прицем и советскими властями, купившими половину фирмы Прица Onega Wood. Квислинг работал до начала 1927 года, пока Приц не собрался закрывать бизнес. Тогда Квислинг нашёл работу дипломатом. Норвегия представляла британские дипломатические интересы в СССР, и Квислинг стал новым секретарём миссии. Мария присоединилась к нему в конце 1928 года. Разразился большой скандал, когда Квислинга и Прица обвинили в использовании дипломатических каналов для контрабанды миллионов рублей на чёрные рынки, это часто повторяемое обвинение было использовано для поддержки обвинения в аморальности. Однако ни обвинение в котрабанде, ни обвинение в шпионаже Квислинга в пользу британцев так и не были доказаны.
Жёсткая линия, проводимая в то время в советской политике, заставила Квислинга дистанцироваться от большевизма. В 1929 году, когда британцы вернули контроль над своими дипломатическими делами, Квислинг покинул СССР. За свою службу Британии он получил орден командора Британской империи (в 1940 году король Георг VI отменил это награждение). Также к этому времени Квислинг за свою раннюю гуманитарную деятельность получил румынский орден Короны Румынии и югославский орден св. Саввы.

## Политическая карьера

### Окончательное возвращение в Норвегию
Квислинг провёл 9 из последних 12 лет за рубежом. У него не было практического опыта в партийной политике за пределами норвежской армии. В декабре 1929 Квислинг вернулся в Норвегию и привёз с собой план реформ, который он назвал Norsk Aktion («Норвежское действие»). Согласно его плану, будущая организация должна была состоять из национальных, религиозных и местных блоков и проводить набор новых членов в стиле советской коммунистической партии. Подобно правой французской партии Action Française целью организации были радикальные изменения Конституции. По проекту Норвежский парламент (стортинг) должен был стать двухпалатным. Вторая палата должна была быть заполнена избранными представителями работающего населения. Квислинг сосредоточил усилия скорее на организации, чем на практических вопросах деятельности правительства. Например, все члены Norsk Aktion были обязаны занимать место в милитаристической иерархии.
Квислинг выставил на продажу большое количество антиквариата и произведений искусства, которые он задёшево приобрёл в послереволюционной России. Его коллекция насчитывала свыше 200 картин, включая работы Рембрандта, Гойи, Сезанна и многих других мастеров. Коллекция, включавшая в себя «настоящие сокровища», была оценена примерно в 300 тыс. крон. Весной 1930 года Квислинг снова присоединился к Прицу, который вернулся в Норвегию. Они принимали участие в регулярных собраниях группы, в которую входили офицеры среднего возраста и предприниматели. Группу описывали как «фашистскую инициативную группу». По-видимому, Приц решил, используя эту группу, ввести Квислинга в политику.
После смерти Нансена 13 мая 1930 года Квислинг благодаря дружбе с редактором газеты Tidens Tegn опубликовал разбор биографии Нансена на первой странице. Статья, опубликованная 24 мая, шла под названием «Politiske tanker ved Fridtjof Nansens død» (политические раздумья по поводу смерти Фритьофа Нансена). В статье он рассказал о десяти пунктах, которые могли раскрыть нансеновское видение Норвегии. Среди этих пунктов были: «сильное и справедливое правительство» и «особое внимание к расе и наследственности». Эта тема была озвучена и в его новой книге «Россия и мы» (Russland og vi), опубликованной в номерах газеты Tidens Tegn летом 1930 года. Откровенно расистская книга, содержащая призывы к войне против большевизма, привлекла внимание политиков к Квислингу. Несмотря на былое отвращение к политике Квислинг занял место управления партии «Лига отечества» (которую ранее возглавлял Нансен) по г. Осло. В это время Квислинг и Приц организовали новое политическое движение Nordisk folkereisning i Norge («Скандинавский народный восход в Норвегии»). Центральный комитет состоял из 31 члена, Квислинг занимал пост фёрера (исполнительного комитета из одного человека), хотя сам он, по-видимому, не придавал этому особого значения. Первая встреча лиги прошла 17 марта 1931, цель движения была заявлена как «уничтожить занесённое и развращающее коммунистическое влияние».

### Министр обороны
В мае 1931 года Квислинг покинул партию Nordisk folkereisning i Norge, чтобы принять пост министра обороны в правительстве Педера Кольстада, хотя он не принадлежал к аграрной партии и не был другом Кольстада. Кандидатуру Квислинга на пост министра обороны предложил Кольстаду Торвальд Одаль, редактор газеты аграрной партии Nationen, который в свою очередь действовал под влиянием Прица. Назначение Квислинга стало неожиданным для многих депутатов норвежского парламента. Первым делом Квислинга на посту стало урегулирование конфликта в Менстаде («крайне ожесточённого» трудового спора), он отправил в Менстад войска. Едва избежав критики со стороны левого крыла, вызванной его урегулированием трудового конфликта и разоблачением его ранних планов создания «ополчения», Квислинг обратил своё внимание на предполагаемые угрозы со стороны коммунистов. Квислинг создал список лидеров революционной оппозиции профсоюзов, подозреваемых в действии активистами в Менстаде. Некоторые из них были в итоге обвинены в подрывной деятельности и нападениях на полицию. Политика Квислинга также привела к созданию регулярной милиции, получившей название Leidang, которая, несмотря на его первоначальные планы, стала контрреволюционной. Несмотря на большое число молодых офицеров в резерве, из-за бюджетных сокращений было основано только 7 подразделений в 1934. Сокращение финансирования означало, что в милиции будет менее тысячи человек . В период с 1930—1933 годы Александра, первая жена Квислинга получила извещение о расторжении брака с Квислингом.
В середине 1932 года партия Nordisk folkereisning i Norge была вынуждена подтвердить, что хотя Квислинг остался в составе её кабинета, он не станет её членом. Позднее руководство партии подтвердило, что в партийной программе нет никакого основания для какого бы то ни было фашизма, включая и его модель — национал-социализм. После этого критика Квислинга не стихла, он постоянно упоминался в газетных заголовках, хотя постепенно снискал репутацию дисциплинированного и эффективного администратора. 2 февраля 1932 года некий злоумышленник, вооружённый ножом, напал на Квислинга в его кабинете и бросил ему в лицо молотый перец. Некоторые газеты вместо того, чтобы сосредоточиться на самом нападении, предположили, что нападавший является ревнивым мужем одной из уборщиц Квислинга. Другие газеты, особенно те, кто были связаны с Трудовой партией, заявляли, что всё дело полностью было инсценировано. В ноябре 1932 года политик, деятель Трудовой партии Йохан Нюгорсвольд высказал это перед парламентом, выдвинув предположение, что обвинения в клевете выдвинуты против него. Обвинений в клевете так и не было выдвинуто, личность нападавшего так и не была установлена. Позднее Квислинг заявил, что это была попытка украсть военные бумаги, недавно оставленные шведским подполковником Вильгельмом Клином. Так называемое «перечное дело» поляризовало мнения о Квислинге. Правительство было обеспокоено деятельностью советских агентов в Норвегии, поддерживающих беспорядки в сфере промышленности.
После смерти Кольстада в марте 1932 года Квислинг сохранил пост министра обороны во втором правительстве от аграрной партии Йенса Хундсейда по политическим причинам, хотя на всём протяжении работы они оставались в резкой оппозиции. Так же, как и при Кольстаде, Квислинг участвовал во многих делах правительства Хундсейда. 8 апреля 1932 года у Квислинга была возможность выступить по поводу «перечного дела» в парламенте, но вместо этого он атаковал Трудовую и Коммунистическую партии, заявив, что названные члены партий — преступники и «враги нашего отечества и народа». Норвежские правые поддержали Квислинга, и 153 сенатора потребовали расследования заявлений Квислинга. В последующие месяцы десятки тысяч норвежцев последовали его примеру, и, когда наступило лето, Квислинг произносил бесконечные речи на различных переполненных политических собраниях. Тем не менее, в парламенте речь Квислинга была расценена как политическое самоубийство, не только из-за слабости доказательств, но и потому, что поднялись вопросы, почему информация не поступила раньше, если была такая серьёзная опасность со стороны революционеров.

### Лидер партии
В 1932−1933 годах влияние Прица в партии Nordisk folkereisning i Norge ослабло, и лидером стал юрист Йохан Бернард Хйорт. Он желал работать вместе с Квислингом из-за приобретённой им популярности, и они вместе разработали новую программу политики правого толка. Программа предусматривала такие меры, как репрессии революционных партий, включая те, которые получали финансирование от иностранных организаций, таких как Коминтерн, приостановление избирательных прав лиц, находившихся на социальном обеспечении, облегчение сельскохозяйственной задолженности и проверки государственных финансов. В 1932 году Квислинг обратился к премьер-министру, чтобы высказать жёсткую позицию по делу агитатора пацифиста капитана Олафа Кульмана. Квислинг высказал свои предложения по поводу экономической и социальной реформы в меморандуме, направленном всему кабинету министров. Также в меморандуме Квислинг предложил премьер-министру уйти в отставку. С началом коллапса правительства популярность Квислинга достигла новых высот, он был назван «человеком года», были видны признаки грядущего успеха на выборах.
Несмотря на новую программу, некоторые соратники Квислинга всё ещё выступали за правительственный переворот. Позднее Квислинг сказал, что рассматривал возможность силового свержения правительства, но в конце февраля эту работу за него выполнила Либеральная партия. С помощью Хйорта и Прица движение Nordisk folkereisning i Norge быстро превратилось в политическую партию Nasjonal Samling («Национальное единение»), готовую к борьбе на предстоящих октябрьских выборах. Сама партия была создана 17 мая 1933 года, в день Конституции Норвегии, при помощи немецких нацистов. Квислинг получил членский билет партии под № 1. Он занял в партии должность фёрера (норв. fører «вождь»). Квислинг был несколько разочарован, он желал стоять во главе национального движения, а не одной из семи политических партий. Вскоре «Национальное единение» объявило, что поддержит кандидатов из других партий, если те будут помогать достижению ключевой цели — «построению сильного и стабильного национального правительства, независимого от заурядной партийной политики». Хотя и не сразу, партия стала получать всё большую поддержку, находясь в переполненном политическом спектре. Партия, обладавшая вдохновлённой нацистами верой в центральную власть сильного фюрера и сильными элементами пропаганды, получила поддержку многих представителей высших классов Осло, и стала производить впечатление, что за ней стоят «большие деньги».
Свидетельством возросшей поддержки партии стало обращение за финансовой помощью партии Bygdefolkets Krisehjelp (Ассоциация помощи норвежским фермерам). В свою очередь, Ассоциация предложила своё политическое влияние и эффективную сеть хорошо подготовленных партийных офицеров. Партия Квислинга никогда не пыталась сколотить антисоциалистическую коалицию, отчасти из-за соперничества с Консервативной партией за голоса избирателей правого толка. Хотя Квислинг так и не стал оратором, электорат был осведомлён о существовании партии Nasjonal Samling благодаря его скандальной репутации. В результате партия спустя всего три месяца после создания добилась только умеренного успеха на октябрьских выборах 1933 года, набрав всего 27.850 голосов — 2 % голосов избирателей страны и по 3,5 % голосов в избирательных округах, где она выдвинула кандидатов. Таким образом, партия заняла пятое место на выборах в Норвегии, опередив коммунистов, но уступив консервативной, трудовой, либеральной и аграрной партиям. «Национальному единению» не удалось получить ни одного кресла в парламенте.

### Упадок партии Квислинга
После сокрушительного поражения на выборах Квислингу пришлось идти на переговоры и компромиссы. Финальная попытка создать коалицию правых сил в марте 1934 года провалилась. С конца 1933 года «Национальное единение» Квислинга приступило к созданию своей формы национал-социализма. У партии не было лидера в парламенте, тем не менее партия пыталась провести реформу конституции для удовлетворения своих высоких амбиций. Когда Квислинг прямо попытался протолкнуть закон, ему незамедлительно было отказано, партия стала клониться к упадку. Летом 1935 года газеты цитировали заявления противников Квислинга, что как только он получит власть, «покатятся головы». Это нанесло непоправимый ущерб имиджу партии и в последующие месяцы несколько высокопоставленных членов партии покинули её ряды, включая Карла Фьеля и брата Квислинга Юргена.
Квислинг начал знакомиться с международным фашистским движением и в декабре 1934 года посетил конференцию фашистов в Монтрё. Квислинг выбрал наихудший момент для ассоциации своей партии с итальянским фашизмом, так как вскоре разразился абиссинский кризис. На обратном пути из Монтрё Квислинг встретился с нацистским теоретиком Альфредом Розенбергом. Хотя перед выборами 1936 года Квислинг считал свою политику синтезом итальянского фашизма и германского нацизма, оппоненты долгое время называли его «норвежским Гитлером». Отчасти это происходило из-за его ярых антисемитских убеждений, ассоциации иудаизма с марксизмом и либерализмом, и увеличивающегося сходства его партии с германской НСДАП. Несмотря на неожиданно возросшую поддержку после того, как норвежское правительство согласилось с советскими требованиями об аресте Льва Троцкого (который нашёл временное убежище в доме норвежского художника Конрада Кнудсена, на который Квислинг организовал налёт своих подручных), но избирательная кампания «Национального единения» так и не набрала обороты. Хотя Квислинг искренне считал, что его партия располагает поддержкой примерно ста тысяч избирателей, и объявил, что партия получит абсолютно гарантированный минимум в десять мест в парламенте, Nasjonal Samling набрало всего лишь 26.577 голосов, меньше чем даже в 1933 году, когда они выдвинули кандидатов только в половине округов. Оказавшись под давлением, партия разделилась на две группы. Хйорт возглавил отколовшихся членов, хотя сначала за ним последовало менее половины, большая часть перешла в 1937 году. На следующих выборах 1936 года фашистская партия, которая пропагандировала прогерманскую и антисемитскую политику, набрала около 50 тысяч голосов. К 1945 году в партии насчитывалось около 45 тысяч членов.
Сокращение партии породило много проблем для Квислинга, особенно финансовых. Долгие годы он испытывал финансовые трудности и рассчитывал на наследство. Среди картин, которые он пытался продать, было обнаружено много копий. Видкун и его брат Арне продали одну картину Франца Халса за всего лишь четыре тысячи долларов, полагая, что это копия (за оригинал они могли выручить свыше пятидесяти тысяч). Впоследствии картина была переоценена как оригинал, её стоимость составила сто тысяч долларов. Во время Великой депрессии даже за оригиналы не удавалось выручить такие суммы, на которые рассчитывал Квислинг. Его разочарование в норвежском обществе усилилось после появления новостей о планируемой конституционной реформе 1938 года, увеличивающей срок созыва парламента с трёх до четырёх лет; реформа вступала в силу немедленно, что встретило яростное сопротивление партии Квислинга.

## Вторая мировая война

### Начало войны
В 1939 году Квислинг обратил внимание на подготовку Норвегии к ожидаемой европейской войне. Он считал, что для гарантии нейтральности страны необходимо резко повысить расходы на оборону. В то же время Квислинг представил цикл лекций под названием: «Еврейская проблема в Норвегии» и поддержал Адольфа Гитлера в надвигающемся конфликте. Несмотря на то, что Квислинг осуждал «Хрустальную ночь», он отправил Гитлеру поздравления с пятидесятилетним юбилеем и поблагодарил его за «спасение Европы от господства большевизма и еврейства». В 1939 году Квислинг заявил, что если англо-русский союз сделает нейтралитет невозможным, то Норвегии следует «пойти с Германией». Летом 1939 года Квислинг посетил ряд немецких городов. Особенно тёплый приём он встретил в Берлине, где ему обещали финансирование его движения, благодаря чему соответственно расширилось бы нацистское влияние. С началом войны 1 сентября Квислинг выглядел оправданным как началом войны, так и превосходством, немедленно продемонстрированным германской армией. Он был уверен, что его партия, несмотря на её скромные размеры, скоро станет центром политического влияния.
В течение следующих девяти месяцев Квислинг продолжал руководить партией, которая в лучшем случае играла второстепенную роль в норвежской политике. Тем не менее, он проявлял политическую активность и в октябре 1939 года работал вместе с Прицем над планом заключения мира между Британией, Францией и Германией и их возможного участия в новом экономическом союзе. Этому плану не сопутствовал успех. Квислинг также размышлял над тем, как Германии следует идти в наступление против Советского Союза, в то время союзника Германии. 9 декабря он поехал в Германию, чтобы представить свои многогранные планы. Ему удалось впечатлить германские власти, и он удостоился аудиенции с самим Гитлером. Перед запланированной встречей с Гитлером 14 декабря Квислинг получил ясный совет от своих сторонников, что самое полезное из того, что он может сделать — это попросить помощи у Гитлера в прогерманском перевороте в Норвегии, что позволит Германии использовать военно-морские базы в Норвегии. Впоследствии Норвегия как можно дольше официально поддерживала нейтралитет, и в итоге страна попала под германский, а не под британский контроль. Неясно, насколько Квислинг осознавал тактический подтекст данного шага и вместо этого полагался на Альберта Хагелина, который впоследствии стал министром внутренних дел в правительстве Квислинга. Хагелин свободно владел немецким языком и вёл переговоры в Берлине с германскими властями до встречи Гитлера с Квислингом, хоть временами и был склонен к преувеличениям. Очевидно, что Квислинг и его германские собеседники так и не сошлись во взглядах относительно необходимости германского вторжения.
14 декабря 1939 года Квислинг встретился с Гитлером. Германский лидер пообещал ответить на любое британское вторжение в Норвегию (план R4) вводом германских войск, возможно даже пойти на превентивное вторжение, но посчитал планы Квислинга о перевороте в Норвегии и мире между Англией и Германией чрезмерно оптимистичными. Всё же Квислингу удалось добиться финансирования его партии «Национальное единение». Спустя четыре дня произошла новая встреча Квислинга и Гитлера. Впоследствии Квислинг написал меморандум, где ясно указал Гитлеру, что не является национал-социалистом. С продолжением действий Германии Квислинг намеренно ушёл в тень. Также он серьёзно заболел, возможно, нефритом, который поразил обе почки. Квислинг отказался от госпитализации. Хотя он приступил к работе 13 марта 1940 года, несколько недель он оставался больным. В это время инцидент с германским судном «Альтмарк» затруднил действия Норвегии по поддержанию нейтралитета. Сам Гитлер не мог решить, следует или нет заручиться просьбой норвежского правительства об оккупации Норвегии. В итоге 31 марта Квислинг получил просьбу германских властей о встрече и с неохотой отправился в Копенгаген для встречи с офицерами германской разведки, которые расспросили его о системе и протоколах обороны Норвегии. 6 апреля Квислинг вернулся в Норвегию, а 8 апреля британцы предприняли операцию «Уилфред», что вовлекло Норвегию во вторую мировую войну. После начала Норвежской кампании и высадки сил союзников в Норвегии Квислинг ожидал ответа Германии.

### Германское вторжение и государственный переворот
Утром 9 апреля 1940 германские войска вторглись в Норвегию с моря и по воздуху (Операция «Везерюбунг» (нем. Fall Weserübung), также: «Учения на Везере» или «Везерские манёвры»). Целью гитлеровцев был захват короля Хокона Седьмого и правительства премьер-министра Йохана Нюгорсвольда. Однако председатель парламента консерватор Карл Хамбро, предвидя возможность вторжения, организовал эвакуацию короля и правительства в область Хамар на востоке Норвегии. Германский тяжёлый крейсер «Блюхер», нёсший на борту большую часть временной гитлеровской администрации Норвегии, был потоплен орудийным огнём и торпедами в Осло-фьорде близ крепости Оскарбрюк. Гитлеровцы рассчитывали на капитуляцию правительства и его последующую замену. Этого не случилось, но, тем не менее, вторжение продолжилось. После многочасового обсуждения Квислинг и его германские коллеги решили, что необходим немедленный государственный переворот, хотя ни германский посланник в Норвегии Курт Бройер, ни германский министр иностранных дел Иоахим фон Риббентроп не предпочитали данный вариант.
В полдень германский офицер связи Ганс Вильгельм Шейдт проинформировал Квислинга, что если тот организует правительство, то получит личное одобрение Гитлера. Квислинг составил список министров и объявил, что норвежское правительство бежало, хотя оно находилось всего лишь в 50 км отсюда в Эльверуме. .
Тем временем гитлеровцы заняли Осло. В 17.30 норвежское радио прекратило передачи, выполняя требования оккупационных сил. При поддержке гитлеровцев примерно в 19.30 Квислинг появился в радиостудии в Осло и объявил о создании нового правительства, а себя назвал премьер-министром. Он также отменил изданный ранее приказ о мобилизации против германского вторжения. Тем не менее Квислингу всё ещё не хватало легитимности. Два его приказа — один его другу командиру армейского полка в Эльверуме полковнику Хансу С. Хёрту об аресте правительства, а другой шефу полиции Осло Кристиану Вельхавену — были проигнорированы. В 22.00 Квислинг снова выступил по радио, повторив свой ранний приказ и зачитав список министров. Гитлер выполнил своё обещание — оказал поддержку и в течение суток признал новое правительство Квислинга. Но норвежские батареи всё ещё продолжали вести огонь по германским силам вторжения. 10 апреля в 03.00 Квислинг согласился с германским требованием прекратить сопротивление крепости Болерн. В результате этих действий звучали заявления, что захват власти Квислингом и приход к власти марионеточного правительства был изначально частью германских планов.
Квислинг пришёл на вершину власти. 10 апреля германский посланник в Норвегии Курт Бройер поехал в Эльверум, где находилось легитимное правительство Нюгорсвольда. Выполняя приказ Гитлера, Бройер потребовал от короля Хокона назначить Квислинга главой нового правительства, обеспечив мирный переход власти. Король отверг это требование, созвал свой кабинет и на совещании заявил, что скорее отречётся от трона, чем утвердит какое бы то ни было правительство Квислинга. Выслушав это заявление, правительство единогласно поддержало позицию короля и также настояло на продолжении народного сопротивления. В этой ситуации Квислинг, оказавшийся без легитимности и народной поддержки, стал уже не нужен и оккупантам. Гитлеровцы отказались от поддержки его правительства и вместо этого сформировали собственную администрацию, управляющую Норвегией независимо от Квислинга. Таким образом, Квислинг был отстранён от власти Бройером и коалицией, состоявшей из его бывших союзников, включая Хьорта, который теперь видел в Квислинге помеху. После этого Квислинга оставили даже его бывшие союзники, включая Прица.
В свою очередь Гитлер написал письмо Квислингу, где благодарил его за добросовестные усилия, не дав тем самым ему потерять лицо (что, возможно, сделало его норвежским лидером) и гарантировал ему пост в новом правительстве. Передача власти на этих условиях прошла должным образом 15 апреля, при этом Гитлер все ещё был уверен, что Административный совет получит поддержку короля. Репутация Квислинга в стране и за её пределами упала, он стяжал славу предателя и неудачника.

### Глава правительства

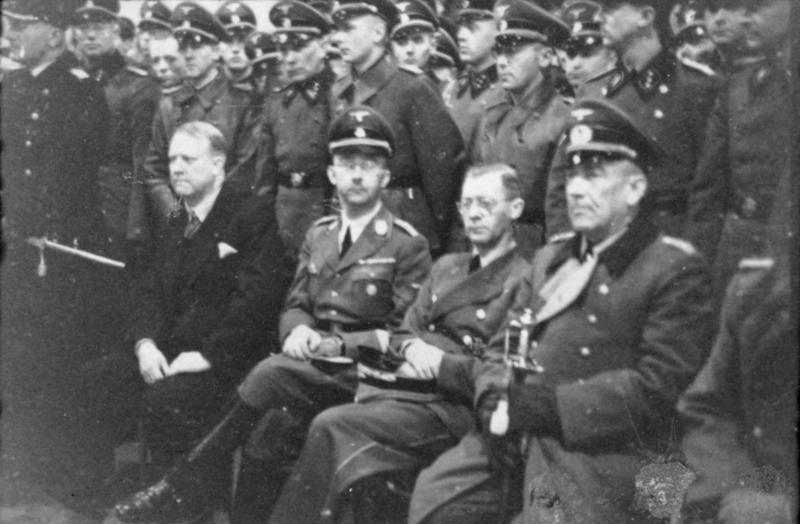
Визит Генриха Гиммлера в Норвегию в 1941 году. Слева направо сидят Квислинг, Гиммлер и генерал фон Фалькенхорст, командующий германскими войсками в Норвегии.

Поскольку король Норвегии объявил германскую комиссию незаконной, стало ясно, что он не пойдёт на поводу у немцев и не будет сотрудничать с ними. Для управления оккупированной страной Гитлер 24 апреля назначил Йозефа Тербовена на новосозданный пост рейхскомиссара, который подчинялся непосредственно Гитлеру. Несмотря на заверения Гитлера, Тербовен хотел быть уверенным, что ни Квислинг (с которым Тербовен не ладил), ни его «Национальное единение» не получат мест в норвежском правительстве. В конечном итоге Тербовен согласился уделить место в правительстве для «Национального единения», но не изменил своего решения по Квислингу. В результате Тербовен вынудил Квислинга 25 июня уйти с поста лидера «Национального единения» и на время уехать в Германию, где он пребывал до 20 августа, пока Розенберг и гросс-адмирал Эрих Редер, с которыми он познакомился во время более раннего визита в Берлин, вели переговоры от его лица. В итоге Квислинг одержал верх, ему удалось встретиться с Гитлером 16 августа. Рейхскомиссару пришлось назначить Квислинга на пост главы норвежского правительства, позволить ему перестроить своё «Национальное единение» и провести больше своих людей в кабинет. Тербовен согласился и обратился по радио к норвежскому народу, где заявил, что «Национальное единение» будет единственной партией, разрешённой в стране.
В результате к концу 1940 года монархию сменил Парламент Норвегии, остался орган власти, напоминающий кабинет министров. Единственной разрешённой партией в стране осталась прогерманская партия «Национальное единение». Рейхскомиссариат Тербовена располагал всей полнотой власти. Квислинг занимал пост премьер-министра, десять из тринадцати членов кабинета пришли из его партии. Квислинг объявил о запуске программы по искоренению разрушительных принципов великой французской революции, включая плюрализм и парламентское правление. На уровне местной политики мэры, объявившие о лояльности «Национальному единению», были наделены гораздо более обширными полномочиями. Пресса теоретически осталась свободной, но деньги вкладывались в прошедшие строгую цензуру культурные программы. Контрацепция была серьёзно ограничена с целью поддержки шансов на выживание нордического генотипа. Партия Квислинга испытала подъём численности, достигшей свыше 30 тыс. чел., но, несмотря на его оптимизм, число членов партии так никогда не перешагнуло отметку в 40 тысяч человек.
5 декабря 1940 года Квислинг слетал в Германию для обсуждения вопроса о будущем независимости Норвегии, 13 декабря он вернулся. Квислинг согласился объявить набор добровольцев для участия в боевых действиях в составе СС. В январе глава СС Генрих Гиммлер совершил поездку в Норвегию для наблюдения за подготовкой. Квислинг явно верил, что если Норвегия поддержит нацистскую Германию на полях сражений, то у гитлеровцев не будет причин её аннексировать. Поэтому он выступал против планов нахождения в Норвегии германской бригады СС, подчинённой непосредственно Гитлеру. Он также ужесточил отношение к Великобритании, стране, укрывшей бежавшего короля. Квислинг более не видел в Британии союзника Скандинавии. Он одобрил германскую политику в отношении к евреям и выступил по этому поводу с речью во Франкфурте 26 марта 1941 года, где выступил за принудительное изгнание, но высказался против истребления.
В мае умерла мать Квислинга Анна, что выбило его из колеи, поскольку они были особенно близки. В то же время политический кризис в отношении независимости Норвегии углубился, когда Квислинг угрожал Тербовену отставкой в связи с финансовыми вопросами. В итоге рейхскомиссар согласился на компромисс, но Квислингу пришлось уступить в вопросе о создании бригады. Бригада была сформирована, но уже как часть «Национального единения».
Со временем правительство ужесточило политику. Лидеры коммунистической партии были арестованы, лидеры профсоюзов запуганы. 10 сентября 1941 годы были казнены Вигго Ханстеен и Рольф Викстрём за участие в «молочной забастовке» в Осло, многие другие участники были брошены в тюрьмы. Казнь Ханстеена стала красной линией, разделившей время оккупации на относительно безобидную и смертоносную фазы. В этом же году была восстановлена государственная полиция (Statspolitiet) (упразднённая в 1937 году) для содействия гестапо в Норвегии, по стране прошла конфискация радиоустройств. Квислинг согласился с данными решениями Тербовена и также осудил правительство в изгнании как «предателей». В результате ужесточения политики возник т. н. «ледяной фронт» — неофициальный остракизм сторонников "Национального единения" со стороны общества. Квислинг продолжал верить, что антигерманские настроения исчезнут, когда Берлин передаст власть «Национальному единению». Но единственное, чего он сумел добиться, это то, что в 1941 году главы министерств получили официальный статус министров правительства и независимость от партийного секретариата.

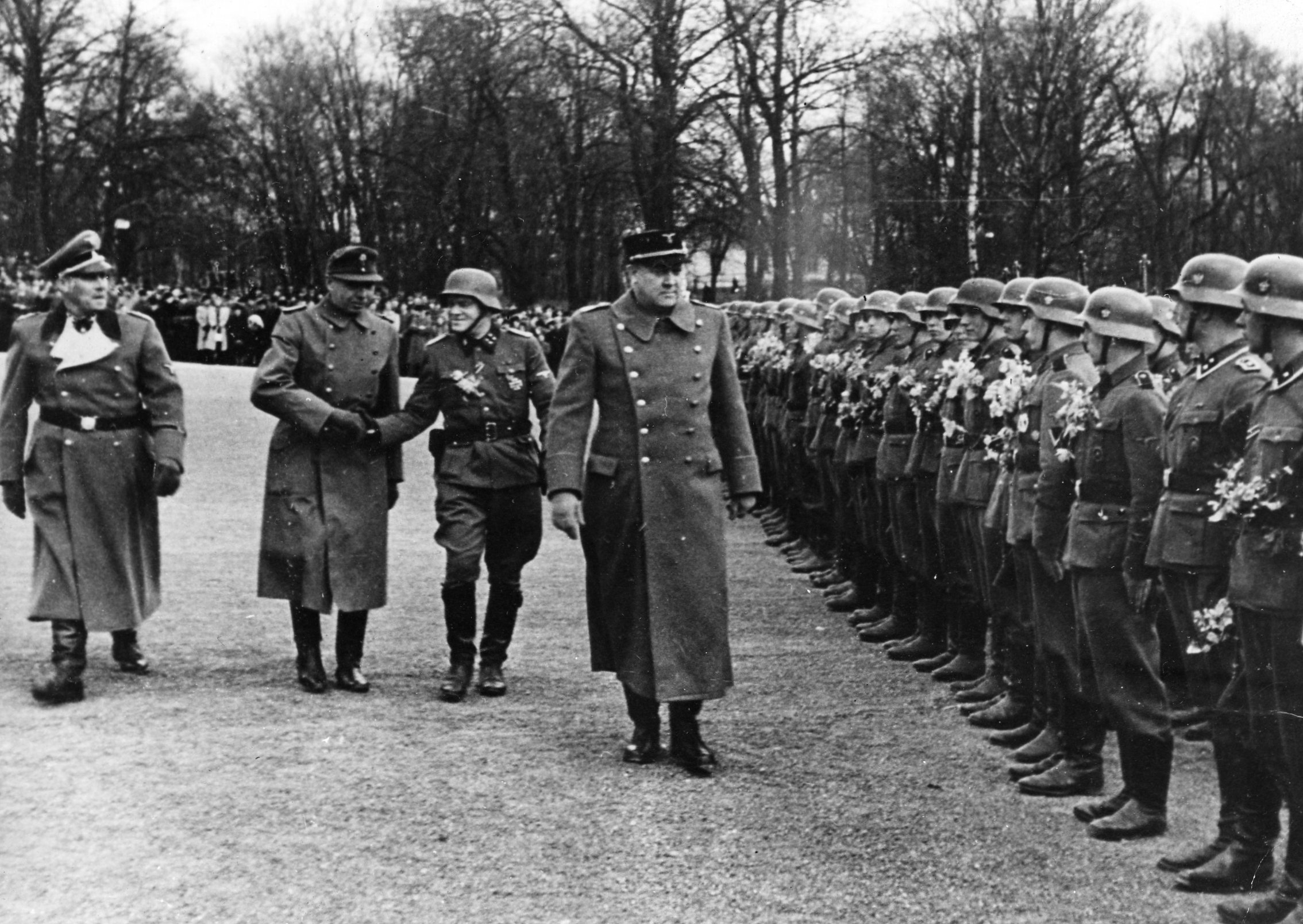
Видкун Квислинг (справа) и офицеры СС инспектируют строй норвежского легиона СС в 1943 году

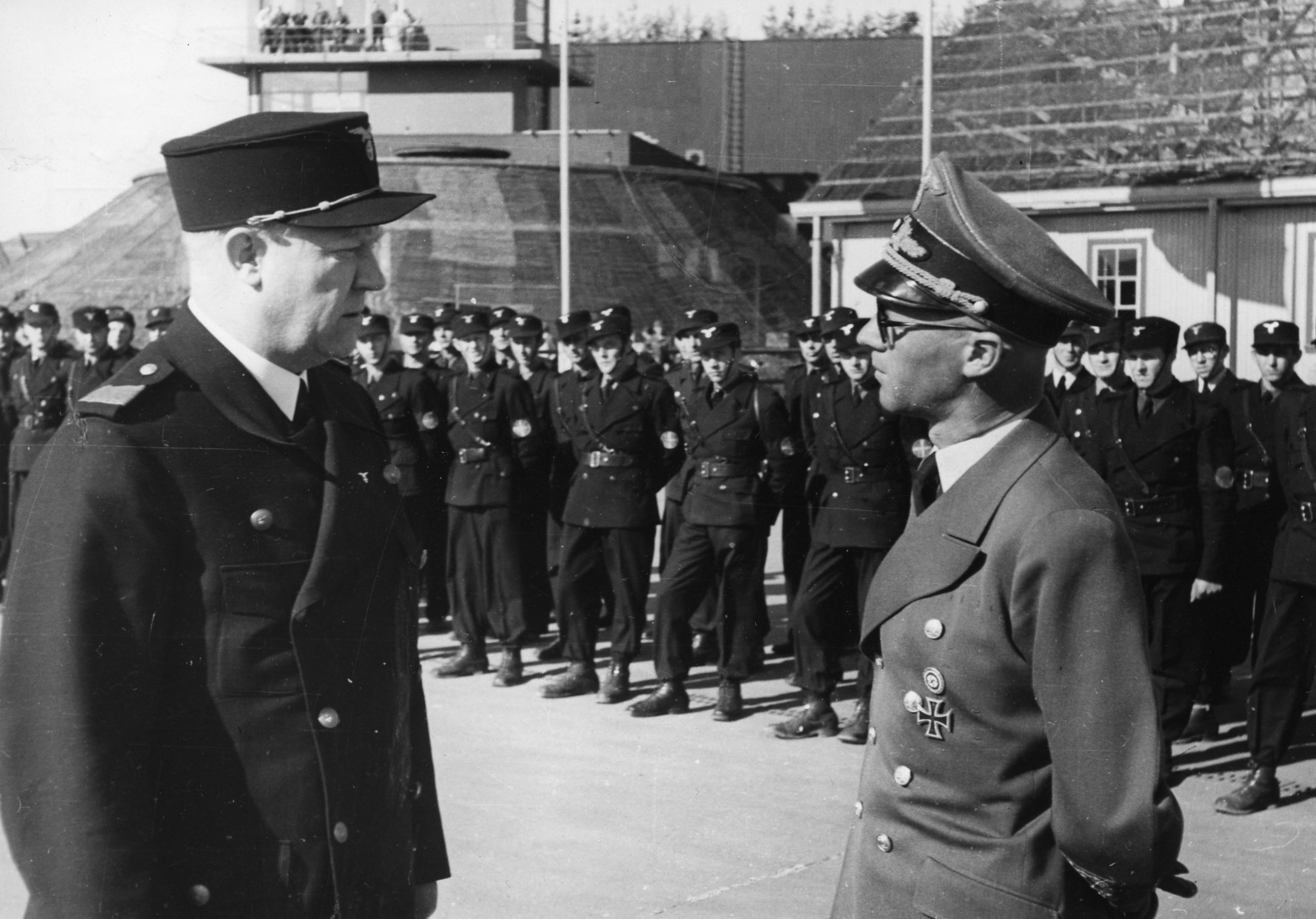
Видкун Квислинг (слева) и Тербовен (справа) перед строем ополчения организации «Хирден».

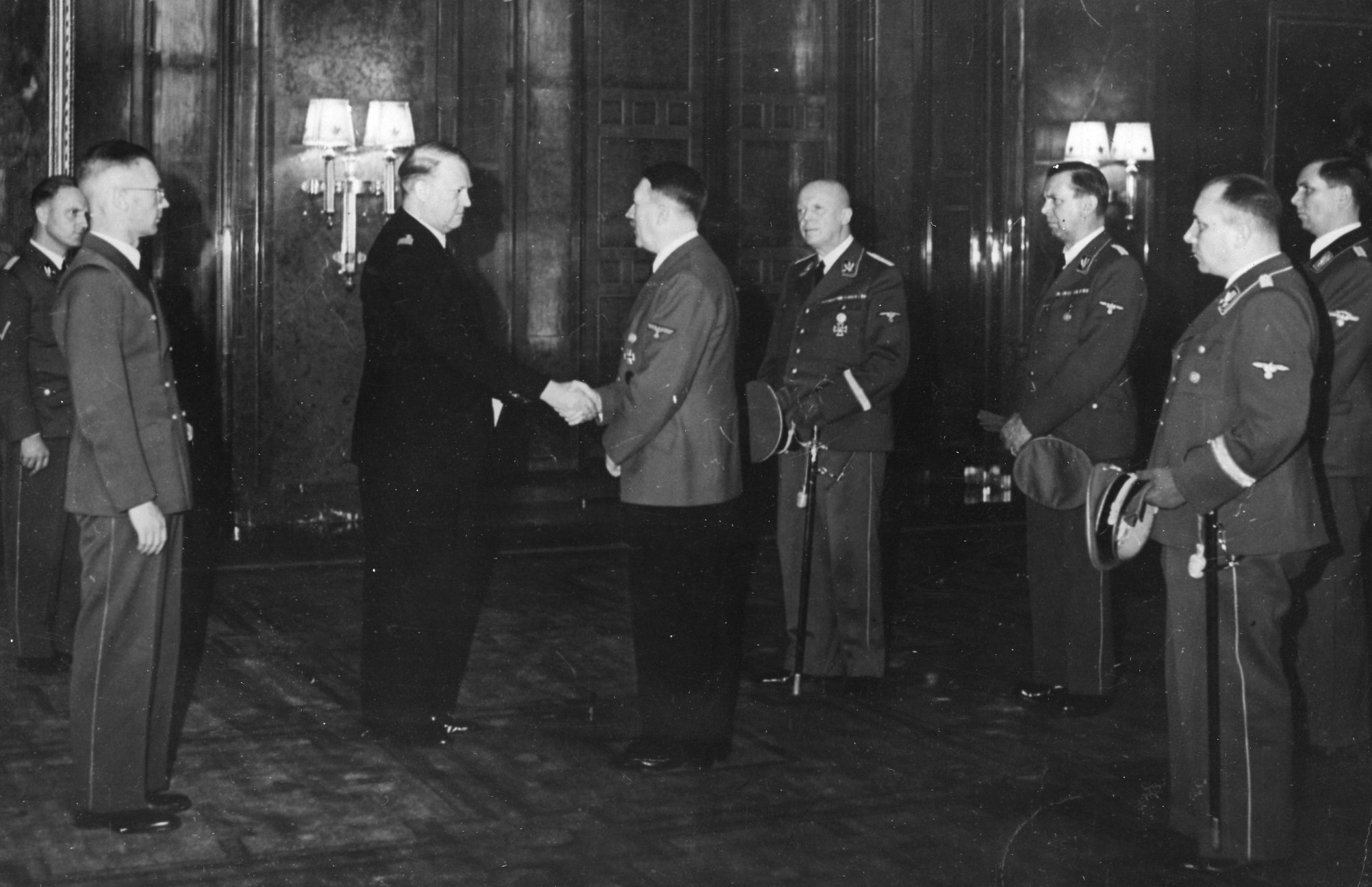
Видкун Квислинг на встрече с Адольфом Гитлером, февраль 1942 г., Берлин

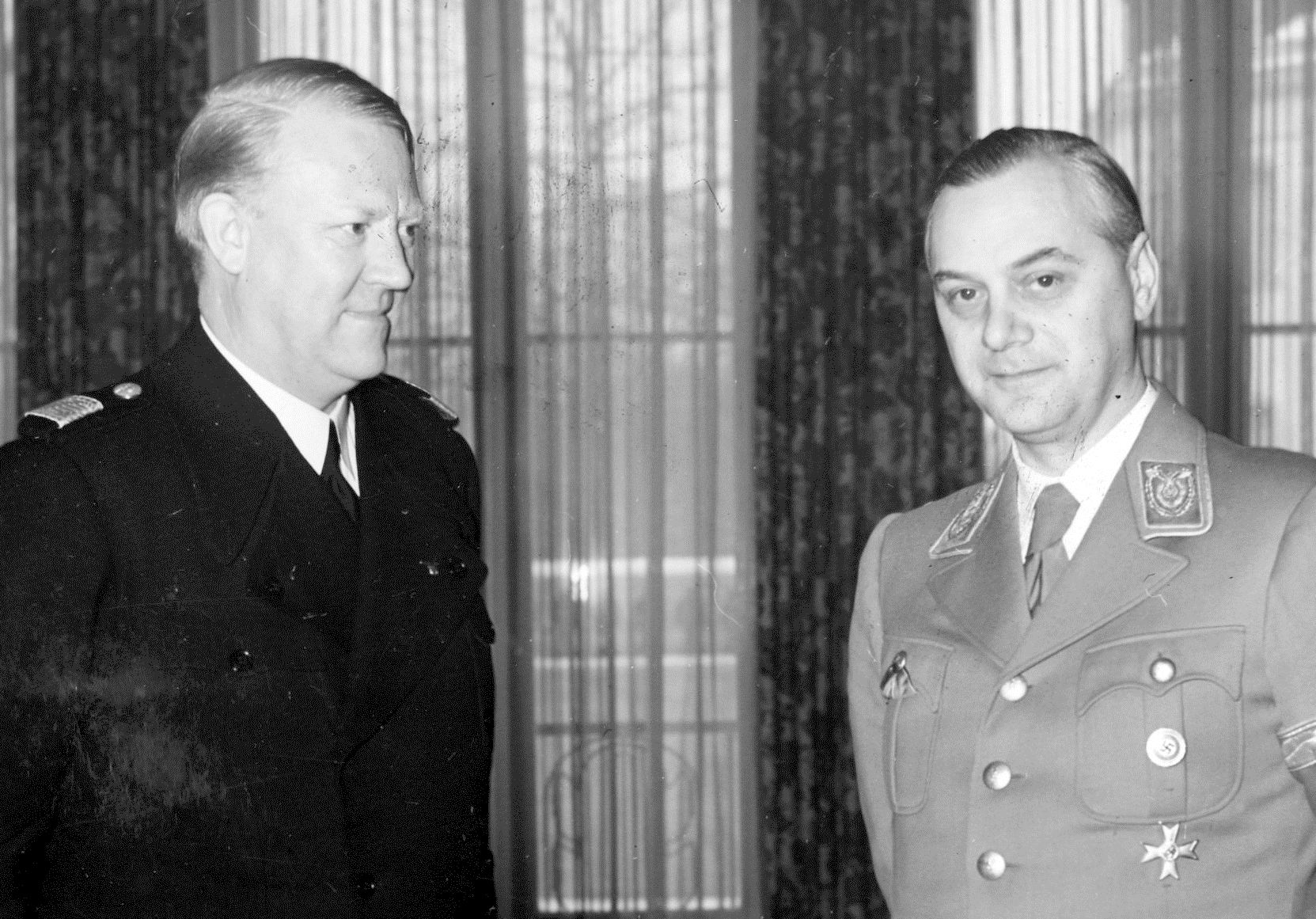
Видкун Квислинг и Альфред Розенберг, февраль 1942 г., Берлин

В январе 1942 Тербовен объявил, что германская администрация заканчивает свою деятельность. Он объявил Квислингу, что Гитлер одобрил передачу власти с 30 января. Квислинг всё ещё сомневался, поскольку между Германией и Норвегией продолжались сложные переговоры о мире, которые не могли закончиться, пока на Восточном фронте не будет заключён мир. В то же время Тербовен настаивал, что рейхскомиссариат должен остаться у власти, пока не наступит мир. Тем не менее, Квислинг полагал, что его позиция в партии и перед Берлином очень прочная, даже если учесть его непопулярность в Норвегии, о чём он был хорошо осведомлён.
После небольшой отсрочки 1 февраля 1942 было объявлено, что кабинет избирает Квислинга на пост министра-президента (главы национального правительства). По этому поводу был устроен банкет, на который собрались и другие члены партии «Национальное единение». В своей первой речи Квислинг призвал правительство крепить связи с Германией. В Конституцию было внесено единственное изменение — восстановление запрета евреям на въезд в Норвегию, который был отменён в 1851 году.

### Министр-президент

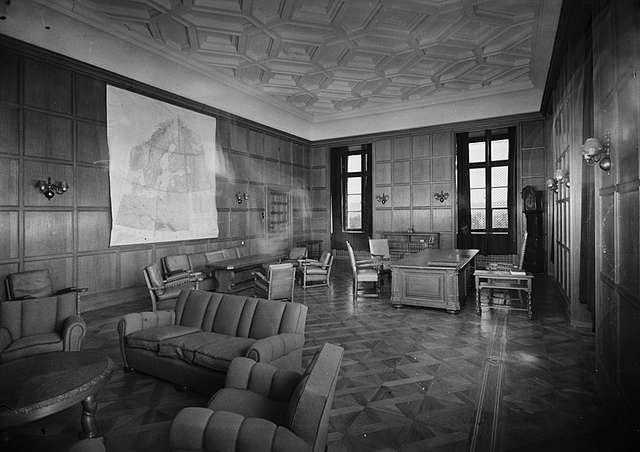
Кабинет Квислинга в королевском дворце, куда он перебрался в феврале 1942 года.

Заняв новый пост, Квислинг упрочил своё положение, хотя рейхскомиссариат остался вне его контроля. Месяц спустя в феврале 1942 года Квислинг нанёс свой первый государственный визит в Берлин. Поездка была продуктивной, в ходе визита обсуждались все ключевые вопросы независимости Норвегии, хотя Йозеф Геббельс усомнился в полномочиях Квислинга и отметил, что тот «вряд ли когда-либо» станет «великим государственным деятелем».
По возвращении домой Квислинг уже меньше сомневался насчёт количества членов «Национального единения» и планировал провести чистку в партии, в частности изгнать из рядов пьяниц. 12 марта Норвегия официально стала однопартийным государством. Со временем пришлось пойти на признание преступлением критики или сопротивления партии, хотя Квислинг сожалел, что предпринял такой шаг. Он искренне надеялся, что каждый норвежец добровольно поддержит своё правительство.
Этот оптимизм продлился недолго. В течение лета 1942 года Квислинг потерял какую бы то ни было способность влиять на общественное мнение после попытки заставить детей вступать в молодёжную организацию «Samlings Ungdomsfylking», организованную по образцу «Гитлерюгенда». Эти действия породили массовую отставку учителей и священников вместе с масштабным гражданским протестом. Попытка Квислинга обвинить главу Церкви Норвегии епископа Эйвинда Бергграва (англ. Eivind Berggrav) также породила споры даже среди его германских союзников. Квислингу пришлось ужесточить свою позицию: он объяснял норвежцам, что режим силой навязан населению, нравится им это или нет. 1 мая германское главнокомандование отметило, что «положено начало организованному сопротивлению Квислингу», в результате чего норвежско-германские переговоры о мире зашли в тупик. 11 августа Гитлер отложил все переговоры о мире до завершения войны. Квислингу было заявлено, что Норвегия не получит независимости, которой он так рьяно добивался. Ему впервые было запрещено писать письма непосредственно Гитлеру, что стало для него ещё одним личным унижением.
Ранее Квислинг настаивал на преобразовании норвежского парламента (Стортинга), который он называл Рикстингом. Парламент должен был состоять из двух палат: Неринстинг (экономическая палата) и Културтинг (культурная палата). В преддверии восьмой (и последней) национальной конвенции «Национального единения» 25 сентября Квислинг всё больше проникался разочарованием в профессионализме членов партии и в итоге изменил свои планы. Рикстинг стал совещательным органом, а Фёрертинг (Совет фёрера) и палаты парламента стали независимыми, подчинёнными своим министрам.

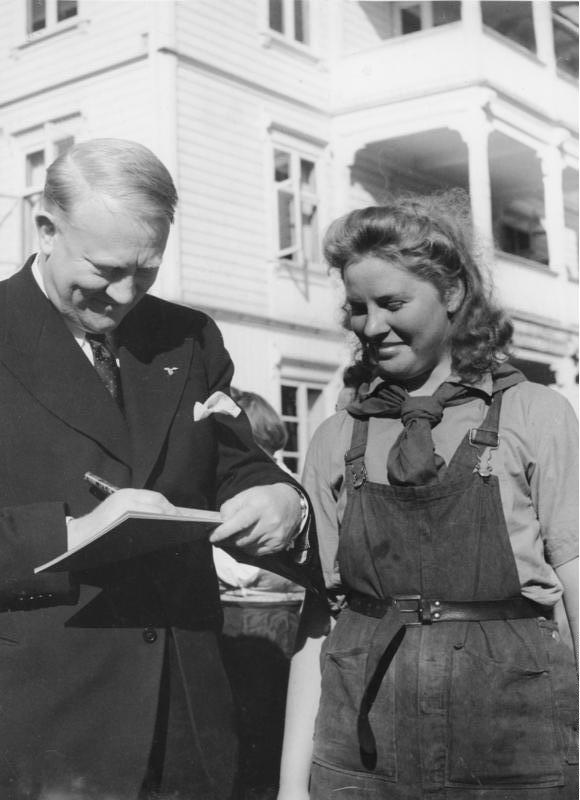
Квислинг подписывает автограф, 1943 год.

После конвенции «Национальное единение» и лично Квислинг совершенно лишились поддержки. Конфликты между фракциями росли, партия потеряла нескольких человек (в том числе погибшего Гулбранда Лунде), гитлеровцы проводили жёсткую политику (расстреляли десятерых известных жителей Трёнделага и окрестностей в октябре 1942 года). В августе 1943 года был расстрелян полицейский Элифсен, отказавшийся арестовать пятерых девушек. Для оправдания его убийства был задним числом принят закон, получивший название «Лекс Элифсен». Это была первая казнь, проведённая правящим режимом, большая часть общества восприняла её как вопиющее нарушение Конституции и знак растущей роли Норвегии в т. н. «окончательном решении еврейского вопроса», это уничтожило труды конвенции по поддержанию морали среди членов партии.
После подавления правительства и при личном участии Квислинга евреи по германской инициативе подверглись регистрации в январе 1942 года. 26 октября германские силы при помощи норвежской полиции арестовали 300 зарегистрированных евреев мужского пола и отправили их в концентрационный лагерь в Берге, которым управляла «Хирден» — полувоенное крыло «Национального единения». Норвежское правительство быстро освободило свыше 65 евреев. Наиболее спорным было то, что имущество евреев было конфисковано государством.
26 ноября заключённые вместе с семьями были депортированы. Хотя это произошло полностью по германской инициативе, а сам Квислинг остался в тени, несмотря на помощь норвежского правительства, норвежское общество верило, что депортация евреев в лагеря в Польше была его идеей. В феврале 1943 года были депортированы следующие 250 заключённых. Официальная позиция партии о судьбе 759 заключённых, депортированных из Норвегии, остаётся неизвестной. Есть основания полагать, что Квислинг честно верил официальной линии в течение 1943 и 1944 годов, что они ожидали репатриации на новую еврейскую родину.
Арест и депортация евреев повергли общество Норвегии в состояние шока. Авторитет «Национального согласия» после массовых арестов евреев упал настолько, что вызывал протестные реакции, а форма гражданского протеста дошла до того, что пассажиры уходили со своих мест в поезде, не желая сидеть рядом с нацистами, членами партии «Национальное согласие». На стенах писали лозунги типа: «Норвегия — для норвежцев. А Квислинг — немецкий холуй и пусть катится к чёрту».
В то же время Квислинг полагал, что единственный путь вернуть расположение Гитлера — сбор добровольцев для помощи воюющей Германии он искренне желал помочь Германии вести тотальную войну. После поражения гитлеровцев под Сталинградом в феврале 1943 года Квислинг посчитал, что Норвегия должна сыграть свою роль в поддержании силы Германской империи. В апреле 1943 года Квислинг произнёс речь, где резко раскритиковал отказ Германии изложить свои планы о послевоенной Европе. Когда он высказал это Гитлеру, тот ничего не ответил, несмотря на норвежский вклад в военные усилия. Квислинг чувствовал себя обманутым, поскольку гитлеровцы оттягивали признание независимости Норвегии, но в сентябре Гитлер окончательно согласился с идеей свободной послевоенной Норвегии, и неприязнь Квислинга пошла на убыль.
Квислинг стал уставать к концу войны. В 1942 году он выпустил 231 закон, в 1943 году — 16 законов и в 1944 году — 139. Неизменное внимание он уделял социальной политике. К осени Квислинг и Мюссерт в Нидерландах могли быть довольны тем, что хотя бы выжили. В 1944 Квислинг также избавился от большей части проблемы с лишним весом, которая мучила его два года.
Несмотря на всё более ужасающие военные перспективы и двусмысленные отношения с администрацией рейхскомиссариата, позиция партии «Национальное единение», находящейся во главе правительства, оставалась неприступной. Тем не менее, немцы всё больше усиливали контроль над законами и порядком в Норвегии. После депортации евреев власти Германии выслали норвежских офицеров и в конце попытались выслать студентов университета Осло. Даже сам Гитлер был возмущён масштабами арестов. В начале 1944 года Квислинг оказался в запутанной ситуации, потребовав от членов военизированной организации партии «Национальное единение» одновременной военной службы, что вынудило ряд её членов уйти в отставку, чтобы избежать призыва.
20 января 1945 Квислинг нанёс визит Гитлеру, эта встреча стала для них последней. Квислинг обещал поддержку Норвегии в финальной стадии войны, если Германия согласится на мирную сделку, отказавшись от вмешательства в норвежские дела. Это предложение исходило из опасения, что, когда немецкие войска отступят на юг через Норвегию, оккупационному правительству придётся бороться за контроль над Северной Норвегией. К ужасу режима Квислинга, нацисты вместо этого решили провести политику «выжженной земли» в северной Норвегии, дело доходило даже до стрельбы по норвежским гражданским, которые отказывались эвакуироваться из региона. В этот период также увеличились потери от авиаударов сил союзников и росло сопротивление правительству в пределах оккупированной Норвегии. Встреча с немецким лидером оказалась безуспешной. На встрече Квислинга попросили подписать приказ о казни тысяч норвежских «диверсантов», но он отказался. Этот акт неповиновения так разозлил Тербовена, действующего по приказу Гитлера, что тот выбежал из зала для переговоров. Рассказывая о событиях поездки своему другу, Квислинг разрыдался. Он был уверен, что отказ нацистов подписать мирное соглашение закрепит его репутацию предателя.
Последние месяцы войны Квислинг провёл в попытках спасти жизни норвежцев в ходе решительных столкновений гитлеровских и союзных войск в Норвегии. Режим Квислинга работал над безопасной репатриацией норвежцев, пребывающих в германских лагерях для военнопленных. Для себя Квислинг давно признал, что национал-социализм потерпит поражение. После самоубийства Гитлера 30 апреля 1945 Квислинг стал публично добиваться выхода из игры, сделав наивное предложение правительству в изгнании разделить власть с действующим правительством.
7 мая Квислинг отдал приказ полиции не оказывать вооружённое сопротивление наступающим силам союзников, кроме случаев самообороны или [выступать] против явных членов норвежского движения Сопротивления. В этот же день гитлеровские силы объявили о безоговорочной капитуляции, что сделало положение Квислинга совершенно безнадёжным. Будучи реалистом, Квислинг на следующий день встретился с лидерами Сопротивления, чтобы обсудить детали своего ареста. Он заявил, что не желает, чтобы с ним обращались как с преступником. Он не хотел для себя каких-то льгот по сравнению с его товарищами по «Национальному единению». Квислинг утверждал, что его силы могут сражаться до конца, но он решил не побуждать их к этому, не желая «превращать Норвегию в поле битвы». Вместо этого он попытался достичь мирной передачи власти. В свою очередь представители Сопротивления предложили после войны провести полные судебные разбирательства над всеми обвинёнными членами «Национального единения» и согласились, что Квислинг может пока находиться под домашним арестом, а не в тюрьме.

## Арест, суд и казнь
Квислинг был арестован 9 мая 1945 года в собственном особняке в Осло. Юрист Свен Арнцен, представитель гражданского руководства сопротивления, потребовал, чтобы с Квислингом обращались как с подозреваемым в убийстве. Квислингу и его министрам пришлось сдаться полиции. Квислинга перевели в камеру № 12 Мёлергаты-19, главного полицейского участка в Осло. Условия содержания бывшего «главы правительства» были крайне унизительными — в его камере был только крошечный стол, тазик и ниша в стене для ведра с нечистотами.
После десятинедельного заключения под наблюдением (чтобы предотвратить попытки самоубийства) Квислинг был переведён в крепость Акерсхус, где ожидал суда в ходе чистки в Норвегии после окончания Второй мировой войны. Несмотря на первоначальную потерю веса и усилившийся полиневрит, Квислинг благодаря крепкому телосложению начал работать над своим делом вместе с юристом Генриком Бергом, обладавшим хорошей репутацией. Берг поначалу не испытывал сочувствия к тяжёлому положению Квислинга, однако впоследствии поверил его словам о том, что Квислинг был вынужден действовать ради интересов Норвегии, и решил использовать это как начальную позицию защиты в суде.
Первоначально Квислинг был обвинён в организации государственного переворота, в том числе и из-за того, что он, будучи лидером партии «Национальное единение», отменил приказ о мобилизации, а также из-за его действий на посту министра-президента, таких как помощь врагу и попытки незаконного изменения Конституции. В конечном итоге он был обвинён в убийстве Гуннара Эйлифсена. Квислинг не оспаривал ключевые факты, но отвергал все обвинения на основании того, что трудился ради свободной и процветающей Норвегии, и написал шестидесятистраничный ответ. 11 июля против него было выдвинуто новое обвинительное заключение, куда был добавлен ряд новых обвинений, включая другие убийства, кражу, растрату и обвинение в заговоре с Гитлером об оккупации Норвегии 9 апреля. Последний пункт обвинения особенно обеспокоил Квислинга.
«Я знаю, что норвежский народ приговорил меня к смерти, и самым лёгким путём для меня было бы отдать собственную жизнь. Но я хочу позволить истории вынести свой собственный вердикт. Поверьте мне, через десять лет я стану новым святым Олафом».
Суд начался 20 августа 1945 года. Защита Квислинга преуменьшала его сотрудничество с Германией и упирала на то, что обвиняемый отстаивал полную независимость Норвегии, что входило в полное противоречие с воспоминаниями многих норвежцев. Согласно биографу Далю, Квислингу пришлось балансировать «на тонкой линии между правдой и ложью», он выглядел «слабой и даже часто жалкой личностью». В нескольких случаях он искажал правду, но большинство его заявлений были совершенной правдой, благодаря чему он завоевал нескольких сторонников в стране, где его повсеместно презирали.
В последние дни суда здоровье Квислинга пошатнулось, в основном из-за ряда медицинских обследований, которым он подвергался, его защита в суде также поколебалась. Прокурор произнёс сильную заключительную речь, где возложил на Квислинга ответственность за «окончательное решение еврейского вопроса в Норвегии», пользуясь материалами допросов германских чиновников. Прокурор Аннэус Скьёдт потребовал смертной казни согласно законам, введённым правительством в изгнании в октябре 1941 и в январе 1942 годов.
Речи эрудитов Квислинга и его адвоката Берга не смогли изменить ситуацию. Вердикт был объявлен 10 сентября. Квислинг был признан виновным почти по всем обвинениям, кроме ряда небольших обвинений, и был приговорён к смертной казни.

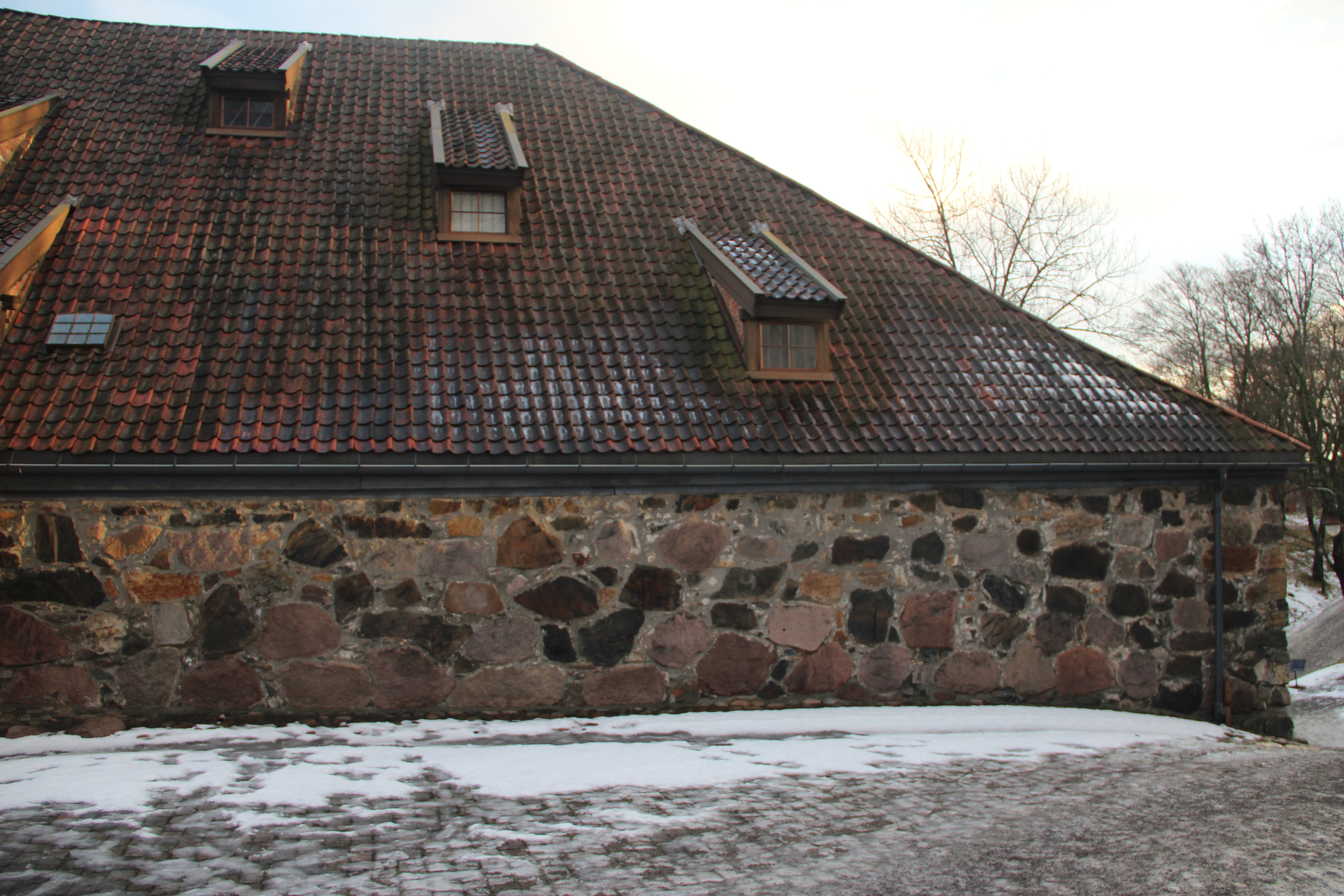
Стена одного из строений крепости Акерсхус, у которой был расстрелян Квислинг

Апелляция, поданная в октябре в Верховный суд, была отклонена. Автор Мейнард Коэн отмечает, что процесс стал «образцом справедливости». После дачи показаний на процессах по делам других членов «Национального единения» Квислинг 24 октября 1945 года в 02.40 был казнён расстрельным взводом в крепости Акерсхус в Осло. Его последними словами стали: «Я осуждён несправедливо, и я умираю невиновным». После расстрела его тело было кремировано. В 1959 году урна с прахом Квислинга была захоронена в семейной могиле на кладбище церкви Ерпен, недалеко от города Шиен.
Вдова Квислинга Мария жила в Осло до своей смерти в 1980 году. Детей у них не было. Она завещала весь свой русский антиквариат передать после её смерти в благотворительный фонд, который действует в Осло и по сей день (по состоянию на август 2017 года). Большую часть времени своей политической карьеры Квислинг проживал в особняке в Бюгдёй в Осло, он называл его «Гимл», в норвежской мифологии так называется место, где живут уцелевшие после великой битвы Рагнарёк. Сейчас в этом особняке, называемом Вилли гранде, размещён музей Холокоста. Партия «Национальное единение» утратила политическое влияние в Норвегии, хотя о самом Квислинге во все времена писали больше, чем о любом из норвежцев. Само слово «квислинг» стало синонимом слова предатель-коллаборационист. Сам термин был изобретён британской газетой The Times, статья в выпуске от 15 апреля 1940 года вышла под заголовком «Квислинг повсюду». Это слово прочно вошло в лексикон уже в ходе Второй мировой войны, сохранилось и после него. Также от имени норвежского коллаборациониста был образован глагол «квислингствовать» (to quisle — предавать родину, быть предателем).

## Личность Квислинга

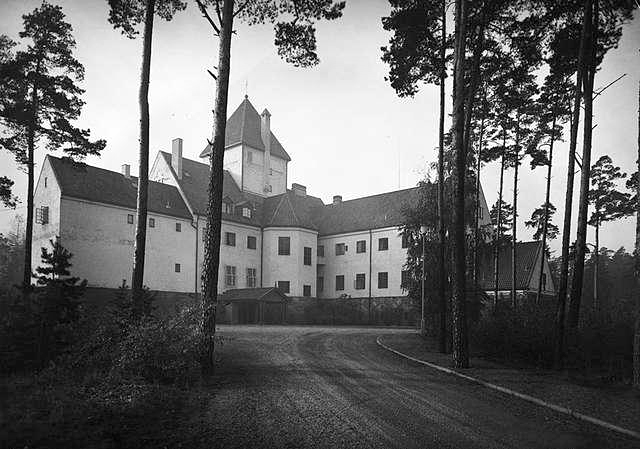
Вилла Квислинга близ Осло в 1945 году.

Сторонники считали Квислинга добросовестным, высокоорганизованным администратором, хорошо осведомлённым, вникающим во все детали. Он был уравновешенным и терпеливым к ошибкам, глубоко заботился о народе и всю жизнь поддерживал высокий стандарт морали. Противники считали Квислинга неуравновешенным и недисциплинированным, грубым и даже прибегающим к угрозам в общении. Вполне возможно он был и таким и таким: мягким с друзьями и жёстким во время противостояния с политическими оппонентами. Друзья и противники сходились в том, что он был скромным и застенчивым человеком. В ходе формальных обедов он часто отмалчивался, но иногда взрывался каскадом драматической риторики. Действительно, он плохо воспринимал давление и часто по этому поводу давал волю чувствам. Обычно он был открыт для критики, но склонялся к тому, чтобы признавать большие группы заговорщицкими.
Послевоенные интерпретации личности Квислинга обычно разноречивы. После войны поведение коллаборационистов всенародно рассматривалось как результат умственной отсталости, что оставляет скрытой личность гораздо более умного Квислинга. Вместо этого он рассматривается как слабак, параноик, умственно бесплодный и властолюбивый: в итоге «скорее запутавшийся человек, нежели полностью коррумпированный».
Норвежский социолог Йохан Галтунг описывал Квислинга как маленького Гитлера с комплексом (избранность — миф — травма) или с мегаломанией, которую в настоящее время определяют как нарциссическое расстройство личности. Он «хорошо играл свою роль», но люди не последовали за ним и его идеологией. Вкратце, он был «диктатором и клоуном, выступающим на фальшивой сцене по фальшивому сценарию». Даль цитирует психиатра Габриэля Лангфельта, который заявляет, что конечные цели Квислинга «более точно соответствовали классическому описанию параноидной мегаломании, чем в любом другом случае, который он когда-либо встречал».
Находясь в должности, Квислинг рано вставал, часто проводя за работой несколько часов до прибытия в кабинет между 9.30 и 10.00. Он любил вмешиваться фактически во все правительственные дела, прочитывал все письма, адресованные ему или его личной канцелярии и намечал себе поразительное количество дел. Квислинг имел независимое мышление, не сходя с места принимал ряд ключевых решений и в отличие от Гитлера предпочитал следовать процедуре, чтобы гарантировать, что правительство остаётся «достойным и цивилизованным». Квислинг проявлял личный интерес к делам Фюресдаля, где он появился на свет.
Квислинг отвергал идею расового превосходства германской нации и вместо этого считал норвежскую расу прародителем населения Северной Европы, в свободное время он занимался описанием фамильного древа. Члены партии не пользовались какими-то отдельными льготами, хотя сам Квислинг не разделил лишения военного времени со своим народом. Тем не менее, Квислинг так и не использовал многие из подарков, которые ему дарили, и вовсе не придерживался экстравагантного стиля жизни.

## Религиозные и философские взгляды Квислинга

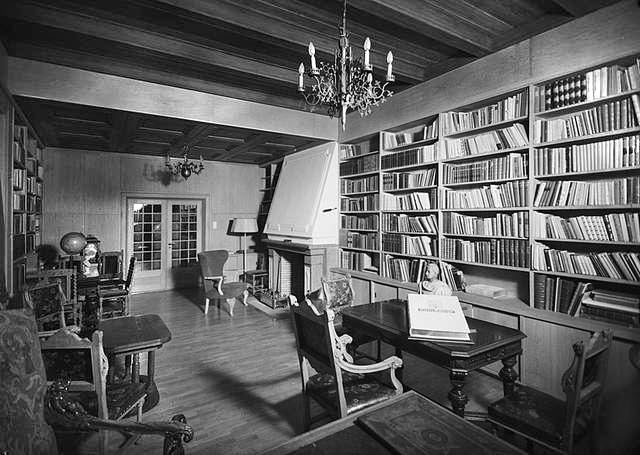
Библиотека Квислинга содержала ряд произведений известных философов.

Квислинг интересовался наукой. Он собрал библиотеку из книг на тему восточных религий и метафизики, нашлось место и для трудов философов Спинозы, Канта, Гегеля и Шопенгауэра. Квислинг следил за развитием квантовой физики, но не за состоянием современной философской науки. Квислинг изобрёл новую религию, называемую им «универсизм» (или «универсализм»), дающую универсальное объяснение для всех понятий. Его оригинальный труд растянулся более чем на две тысячи страниц. Он отверг базовое учение ортодоксального христианства и предложил новую теорию — «универсизм», сам термин он позаимствовал из учебника нидерландского китаиста Яна де Гроота о китайской философии. В своём труде де Гроот утверждал, что даосизм, конфуцианство и буддизм есть части мировой религии, которую автор назвал «универсизмом». Квислинг рассказал, как его философия «…следует из универсальной теории относительности, для которой специальная и общая теории относительности являются частными случаями». Квислинг хотел, чтобы универсизм стал официальной государственной религией в его новой Норвегии и заявил [по этому поводу]: «Постановка такой системы зависит от прогресса науки».
Труд Квислинга разделялся на четыре части: введение, описание видимого прогресса человечества от индивидуального до возрастающего сложного сознания, раздел, описывающий его взгляды на принципы морали и закона, и последняя часть — о науке, политике, истории, расе и религии. Заключительная часть должна была называться: «мировая органическая классификация и организация», но работа осталась незаконченной. Как правило, Квислинг работал над своим трудом нечасто во время своей политической карьеры. Биограф Ханс Фредрик Даль полагает, что так случилось «к счастью» для Квислинга, потому что он «так никогда и не получил бы признания как философ».
В ходе судебного процесса и особенно во время заключения Квислинг снова заинтересовался универсизмом. Он видел события войны как часть движения к установлению Царства небесного на земле и согласно этому оправдывал свои действия. В первую неделю октября он написал пятидесятистраничный документ под названием «Universistic Aphorisms», представлявший «почти экстатическое предсказание прихода света и правды, звучавшее как откровения пророка». Кроме этого Квислинг одновременно работал над проповедью «Вечное правосудие», в которой повторил свои ключевые убеждения, включая перевоплощение.

## В кинематографе
- «Однажды в медовый месяц» (США, 1942). В эпизодической роли норвежского коллаборациониста, внешне напоминающего Квислинга, — Эмори Парнелл[англ.].
- «Гамсун (англ. Hamsun)» (Дания—Швеция—Норвегия—Германия, 1996). В роли Квислинга — Сверре Анкер Оусдаль[англ.].
- «Квислинг — в тени Нансена» (Норвегия, 2002). Документальный.
- «Выбор короля» (Норвегия—Ирландия, 2016).
- "Квислинг: Последние дни" Quislings siste dager (Норвегия, 2024. В роли Квислинга - Гар Б. Эйдсвольд.